# Gabriel Bermúdez Castillo

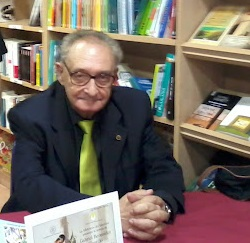
Gabriel Bermúdez Castillo 2015

Gabriel Bermúdez Castillo (geboren am 29. Juni 1934 in Valencia; gestorben am 19. Mai 2019) war ein spanischer Schriftsteller. Er galt als einer der wichtigsten Science-Fiction-Autoren Spaniens.

## Leben
Bermúdez Castillo lebte von 1936 bis in die 1980er Jahre in Saragossa und zog dann aus beruflichen Gründen nach Cartagena. Bis zu seinem Ruhestand arbeitete er hauptberuflich als eingetragener Makler und Notar.
Seine erste Veröffentlichung, El Mundo Hokun, eine Sammlung von fünf Erzählungen, erschien 1971. Seitdem hat er über ein Dutzend Romane und Erzählungsbände veröffentlicht. Keines seiner Werke ist bislang ins Deutsche übersetzt worden.

## Werke
- El Mundo Hokun (1971)
- Viaje a un planeta Wu-Wei (1976)
- La piel del infinito (1978)
- El señor de la rueda (1978)
- Golconda (1987, gekürzte Fassung)
- El hombre estrella (1988)
- Salud mortal (1993)
- Instantes estelares (1994)
- Demonios en el Cielo (2001)
- El país del pasado (2003)
- Mano de galaxia (2 Bde., 2008)
  - Golconda
  - Haladriel
- Espíritus de marte (2012)
- Los herederos de julio verne (2013)
- La casa de la vaguada (2015)